# Gymnothorax sagenodeta
Gymnothorax sagenodeta es una especie de pez de la familia de los morénidas en el orden de los Anguilliformes.

## Morfología
Los machos pueden llegar a alcanzar los 40 cm de longitud total

## Distribución geográfica
Se encuentra en Mauricio.